# Anime NYC
Anime NYC（アニメニューヨーク）は、毎年11月にニューヨークのジェイコブ・ジャヴィッツ・コンベンション・センターで3日の会期で開催されるアニメコンベンション。